# Kodina
Die Kodina (russisch Ко́дина) ist ein rechter Nebenfluss der Onega in der Oblast Archangelsk in Nordwestrussland.
Die Kodina entspringt im Hügelland 60 km südsüdwestlich von Archangelsk.
Von dort fließt sie anfangs in südlicher, später in überwiegend westlicher Richtung durch die Verwaltungsbezirke Primorsk und Onega.
Bei Kodino mündet die Wytschjera von rechts in die Kodina.
Schließlich erreicht sie etwa 60 km südöstlich von der Stadt Onega den nach Norden strömenden Fluss Onega. Die Kodina mündet in den rechten Flussarm (Große Onega) der Onega, die sich in diesem Bereich über eine Strecke von 15 km aufspaltet.
Die Kodina hat eine Länge von 183 km. Sie entwässert ein Areal von 2700 km².
Sie wird überwiegend von der Schneeschmelze gespeist.
86 km oberhalb der Mündung beträgt der mittlere Abfluss 18,5 m³/s.
Im Mai führt der Fluss Hochwasser.
Zwischen November und Mai ist der Fluss eisbedeckt.
Die Kodina wurde zumindest in der Vergangenheit zum Flößen genutzt.